# Sofia Velikaïa
Sofia Aleksandrovna Velikaïa (en russe : Софья Александровна Великая), née le 8 juin 1985 à Alma-Ata (RSS kazakhe, Union soviétique), est une escrimeuse russe pratiquant le sabre.

## Palmarès
- Jeux olympiques
  -  Médaille d'or par équipes lors des Jeux olympiques 2016 de Rio de Janeiro
  -  Médaille d'or par équipes lors des Jeux olympiques 2020 de Tokyo
  -  Médaille d'argent en individuel aux Jeux olympiques d'été de 2020 à Tokyo
  -  Médaille d'argent en individuel aux Jeux olympiques d'été de 2016 à Rio de Janeiro
  -  Médaille d'argent en individuel aux Jeux olympiques d'été de 2012 à Londres

- Championnats du monde d’escrime
  -  Médaille d’or en individuel aux championnats du monde d’escrime 2015 à Moscou
  -  Médaille d’or en individuel aux championnats du monde d’escrime 2011 à Catane
  -  Médaille d’or par équipes aux championnats du monde d’escrime 2015 à Moscou
  -  Médaille d’or par équipes aux championnats du monde d’escrime 2012 à Kiev
  -  Médaille d’or par équipes aux championnats du monde d’escrime 2011 à Catane
  -  Médaille d’or par équipes aux championnats du monde d’escrime 2010 à Paris
  -  Médaille d’or par équipes aux championnats du monde d’escrime 2004 à New York
  -  Médaille d’argent en individuel aux championnats du monde d’escrime 2018 à Wuxi
  -  Médaille d’argent en individuel aux championnats du monde d’escrime 2005 à Leipzig
  -  Médaille d’argent par équipes aux championnats du monde d’escrime 2005 à Leipzig
  -  Médaille de bronze en individuel aux championnats du monde d’escrime 2010 à Paris
  -  Médaille de bronze par équipes aux championnats du monde d’escrime 2007 à Saint-Pétersbourg
  -  Médaille de bronze par équipes aux championnats du monde d’escrime 2006 à Turin

- Championnats du monde d’escrime juniors
  -  Médaille d’or en individuel en 2002 à Antalya
  -  Médaille d’argent en individuel en 2005 à Linz
  -  Médaille d’argent en individuel en 2003 à Trapani
  -  Médaille de bronze en individuel en 2004 à Plovdiv

- Championnats d’Europe d’escrime
  -  Médaille d’or individuelle aux championnats d’Europe d’escrime 2018 à Novi Sad
  -  Médaille d’or individuelle aux championnats d’Europe d’escrime 2016 à Toruń
  -  Médaille d’or individuelle aux championnats d’Europe d’escrime 2015 à Montreux
  -  Médaille d’or individuelle aux championnats d’Europe d’escrime 2008 à Kiev
  -  Médaille d’or individuelle aux championnats d’Europe d’escrime 2006 à Izmir
  -  Médaille d’or par équipes aux championnats d’Europe d’escrime 2018 à Novi Sad
  -  Médaille d’or par équipes aux championnats d’Europe d’escrime 2016 à Toruń
  -  Médaille d’or par équipes aux championnats d’Europe d’escrime 2015 à Montreux
  -  Médaille d’or par équipes aux championnats d’Europe d’escrime 2014 à Strasbourg
  -  Médaille d’or par équipes aux championnats d’Europe d’escrime 2012 à Legnano
  -  Médaille d’or par équipes aux championnats d’Europe d’escrime 2006 à Izmir
  -  Médaille d’or par équipes aux championnats d’Europe d’escrime 2004 à Copenhague
  -  Médaille d’or par équipes aux championnats d’Europe d’escrime 2003 à Bourges
  -  Médaille d’argent individuelle aux championnats d’Europe d’escrime 2010 à Leipzig
  -  Médaille d’argent individuelle aux championnats d’Europe d’escrime 2007 à Gand
  -  Médaille d’argent individuelle aux championnats d’Europe d’escrime 2005 à Zalaegerszeg
  -  Médaille d’argent par équipes aux championnats d’Europe d’escrime 2010 à Leipzig
  -  Médaille d’argent par équipes aux championnats d’Europe d’escrime 2009 à Plovdiv
  -  Médaille d’argent par équipes aux championnats d’Europe d’escrime 2005 à Zalaegerszeg
  -  Médaille de bronze par équipes aux championnats d’Europe d’escrime 2011 à Sheffield
  -  Médaille de bronze par équipes aux championnats d’Europe d’escrime 2007 à Gand